# Zaiga Jansone
Zaiga Jansone (in russo Зайга Янсоне?; Riga, 24 gennaio 1955) è un'ex tennista sovietica con cittadinanza lettone.

## Carriera
Ha partecipato al torneo di esibizione alle Olimpiadi di Messico 1968 dove ha vinto il torneo di doppio misto insieme a Vladimir Korotkov, alle universiadi 1973 ha vinto l'oro nel doppio in coppia con Ol'ga Morozova.
Nei tornei dello Slam vanta un quarto turno a Wimbledon 1971 dove è stata sconfitta dalla sesta testa di serie Nancy Richey, nel circuito principale ha giocato la finale del Kent Championships nel doppio, sempre in team con Ol'ga Morozova, ma sono state sconfitte dalla coppia di casa formata da Christine Truman e Nell Truman.

## Statistiche

### Doppio

#### Finali perse (1)
| Anno | Torneo                        | Superficie | Compagna       | Avversarie in finale         | Punteggio |
| 1971 | Kent Championships, Beckenham | Erba       | Ol'ga Morozova | Christine Truman Nell Truman | 3–6, 7–9  |